# 畠中宗一
畠中宗一（はたなか むねかず、1951年1月10日- ）は、日本の家族社会学者。学術博士。大阪市立大学名誉教授。専門は、家族社会学・臨床社会学・家族福祉学。

## 来歴
鹿児島市生まれ。1969年3月に鹿児島県立甲南高等学校を卒業。1973年、鹿児島大学教育学部卒業。1975年、立教大学大学院社会学研究科応用社会学修士課程修了、1980年、筑波大学大学院社会科学研究科社会学専攻博士課程単位取得退学。沖縄キリスト教短期大学講師、中国短期大学幼児教育科助教授、大阪市立大学生活科学部助教授を経て、大阪市立大学生活科学部・大学院生活科学研究科教授。1999年3月に大阪市立大学より学術博士の学位を取得。2015年3月に大阪市立大学教授を退任して名誉教授となった後、関西福祉科学大学社会福祉学部教授に着任。

## 著書
- 『社会福祉・児童福祉新講』明玄書房 1980
- 『子ども家族福祉論・序説』高文堂出版社 1996 生活と福祉全書
- 『チャイルドマインディング もうひとつの子ども家族支援システム』高文堂出版社 1997
- 『家族臨床の社会学』世界思想社 2000
- 『子ども家族支援の社会学』世界思想社 2000
- 『チャイルドマインダー 英国の家庭的保育が示唆するもの』日本かいく社 2001
- 『家族支援論 なぜ家族は支援を必要とするのか』世界思想社 2003
- 『情緒的自立の社会学』世界思想社 2007
- 『富裕化社会に、なぜ対人関係トレイニングが必要か 自己への関心から他者への誠実な関心へ IPR』ぎょうせい 2009

### 共編著
- 『東北・上越新幹線問題関連年表』編 沖縄コレギア研究会 1980
- 『名古屋新幹線問題関連年表』平永郁子共編 沖縄コレギア研究会 1980
- 『自立と甘えの社会学』編 世界思想社 2002
- 『よくわかる家族福祉』編 ミネルヴァ書房 やわらかアカデミズム・<わかる>シリーズ 2002
- 『社会病理学と臨床社会学 臨床と社会学的研究のブリッジング』清水新二,広瀬卓爾共編著 学文社 社会病理学講座 2004
- 『社会福祉調査入門』木村直子共著 ミネルヴァ書房 2004
- 『子どものウェルビーイングと家族』木村直子共著 世界思想社 2006
- 『老人ケアのなかの家族支援 各専門職の役割とコラボレーション』編著 ミネルヴァ書房 2006

### 翻訳
- エドウィン・M.シャー『被害者なき犯罪 堕胎・同性愛・麻薬の社会学』畠中郁子共訳 新泉社 1981